# Amazone à sourcils rouges
Amazona rhodocorytha
Espèce
Statut de conservation UICN

 VU  : Vulnérable
Statut CITES
L'Amazone à sourcils rouges (Amazona rhodocorytha) ou Amazone à couronne rouge est une espèce d'oiseaux de la famille des Psittacidae. Il a longtemps été considérée comme une sous-espèce de l'Amazone de Dufresne.

## Description
Cet oiseau mesure environ 34 cm.
Les plumes du front et de la calotte sont jaune orangé bordées de vert. Les lores sont jaunes et les joues présentent une teinte azur.
Cette espèce se distingue de l'Amazone de Dufresne par le rouge vif du front et le bleu plus réduit sur les joues.

## Répartition
Cet oiseau assez rare se rencontre dans le centre-est du Brésil (États de l'Alagoas, de Bahia, du Minas Gerais, de l'Espirito Santo et de Rio de Janeiro).

## Sources
- Forshaw J.M. (2006) Parrots of the World. An identification guide. Princeton University Press, Princeton, Oxford, 172 p.
- Mario D. & Conzo G. (2004) Le grand livre des perroquets. de Vecchi, Paris, 287 p.